# Aleja Mieczysława Smorawińskiego w Lublinie
Aleja Mieczysława Smorawińskiego w Lublinie – jedna z dużych arterii komunikacyjnych Lublina, stanowi część obwodnicy miejskiej. Droga ma długość 2,6 km.

## Historia
Odcinek drogi od alei Spółdzielczości Pracy do ulicy Witolda Chodźki w 2004 r. wyremontowano, pozostały odcinek przebudowano w 2007. W czasach PRL ulica wraz z dzisiejszą Aleją Władysława Andersa nosiła nazwę "Aleja Włodzimierza Lenina". W 1987 r. zaczęto budować nowy węzeł, który miał usprawnić komunikację między północną częścią miasta a centrum i południem. Wcześniej arteria zaczynała się przy ulicy Północnej. Ostatecznie budowa zakończyła się w 2008 roku. W rejonie ulicy w związku z budową wiaduktu powstało też kilka kładek dla pieszych.

## Przebieg
Droga jest zbudowana w systemie dwujezdniowym, po dwa pasy ruchu w każdą stronę. 
Aleja zaczyna się na Węźle Poniatowskiego, dalej przebiega na północny wschód do Ronda 27 Wołyńskiej Piechoty AK (al. Kompozytorów Polskich), później w kierunku wschodnim przez Rondo F. Kamińskiego(ul. Szeligowskiego), aż do skrzyżowania z al. Spółdzielczości Pracy, dalej biegnie jako al. Władysława Andersa.

## Komunikacja miejska
Ulicą kursuje wiele linii autobusowych i trolejbusowych komunikacji miejskiej:
Nad ulicą zawieszona jest trakcja trolejbusowa na odcinku od skrzyżowania z ul. Chodźki do ronda gen. Franciszka Kamieńskiego (ul. Szeligowskiego)